# Anolis griseus
Anolis griseus är en ödleart som beskrevs av  Garman 1887. Anolis griseus ingår i släktet anolisar, och familjen Polychrotidae. Inga underarter finns listade i Catalogue of Life.